# 莫切區
莫切區（西班牙語：Distrito de Moche），是秘魯的一個區，位於該國西北部拉利伯塔德大區的特魯希略省，面積25.25平方公里，海拔高度4米，2005年人口28,956，人口密度每平方公里1,100人。
8°10′S 79°0′W / 8.167°S 79.000°W